# Xilmilli
Xilmilli (ryska: Хильмилли) är en ort i Azerbajdzjan.   Den ligger i distriktet Qobustan Rayonu, i den östra delen av landet, 90 km väster om huvudstaden Baku. Xilmilli ligger 857 meter över havet och antalet invånare är 1 743.
Terrängen runt Xilmilli är lite kuperad. Närmaste större samhälle är Qobustan, 18,3 km söder om Xilmilli. 
Omgivningarna runt Xilmilli är i huvudsak ett öppet busklandskap. Runt Xilmilli är det ganska glesbefolkat, med 31 invånare per kvadratkilometer.